# Malachit
Malachit, auch als Kupferspat sowie Berg- oder Kupfergrün bekannt, ist ein sehr häufig vorkommendes Mineral aus der Mineralklasse der „Carbonate und Nitrate“ mit der chemischen Zusammensetzung Cu2[(OH)2|CO3]. Er ist damit chemisch gesehen ein basisches Kupfercarbonat.
Malachit kristallisiert im monoklinen Kristallsystem, entwickelt jedoch nur sehr selten mit bloßem Auge sichtbare Kristalle mit nadeligem bis prismatischem Habitus. Meist findet er sich in Form von massigen oder traubigen, gebänderten Aggregaten in ausschließlich grüner Farbe in allen Variationen von Hell- bis Dunkelgrün.
Mit einer Mohshärte von 3,5 bis 4 gehört Malachit zu den mittelharten Mineralen und ist entsprechend mit einem Taschenmesser leichter ritzbar, als das Referenzmineral Fluorit. Dennoch ist Malachit aufgrund seiner allgemein als schön empfundenen Farbe und Bänderung schon in frühzeitlichen Kulturen ein entsprechend begehrter Rohstoff zur Herstellung von Schmuck- und Kunstgegenständen. Daneben diente Malachit auch als Pigment.

## Etymologie und Geschichte

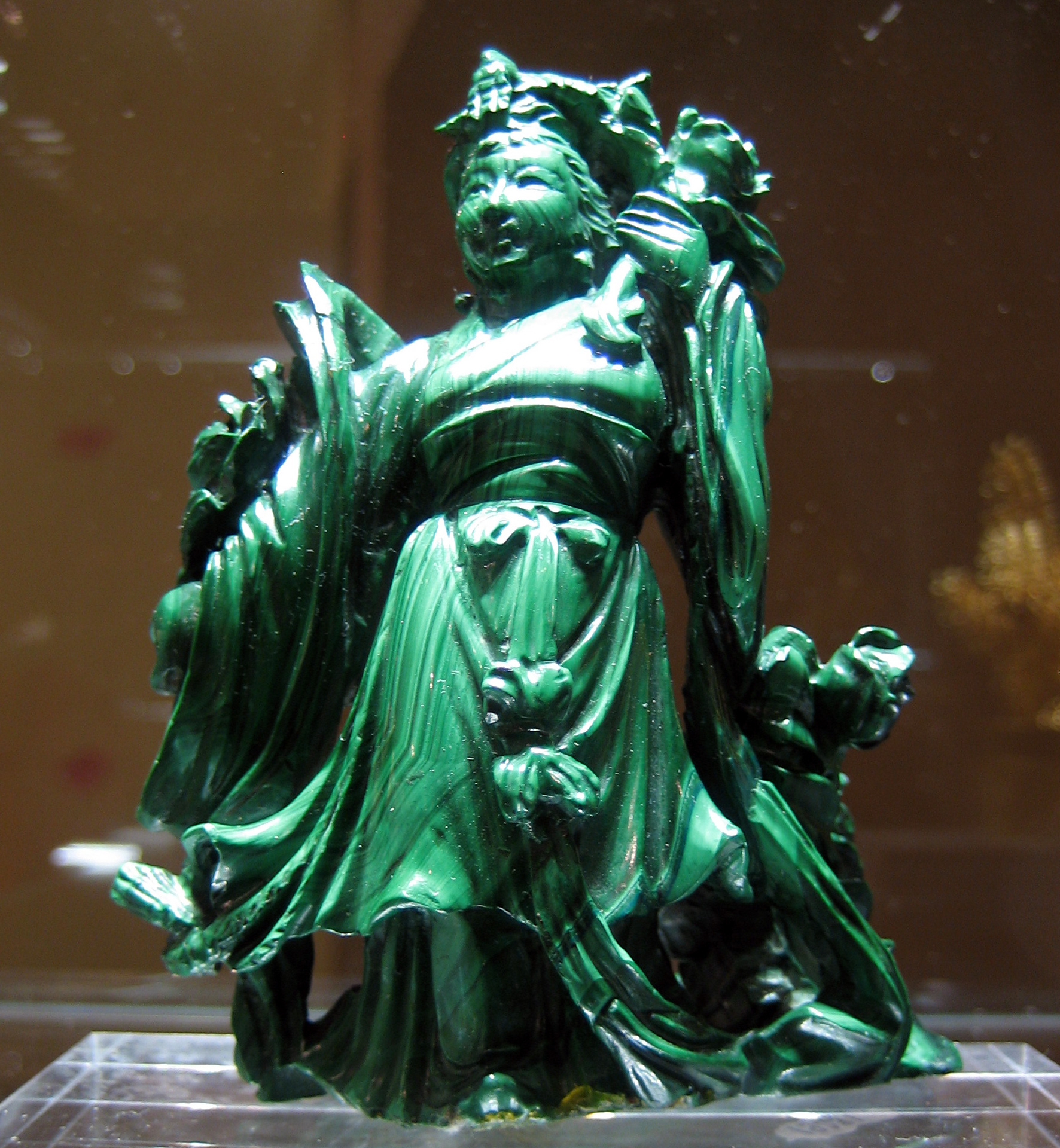
Chinesische Statue aus Malachit

Bereits Plinius der Ältere (23/24–79) beschrieb den Malachit in seinem Werk Naturalis historia. Der Name leitet über das lateinische molochitis wohl vom griechischen Wort μαλάχη, in altgriechischer Aussprache maláchē für „Malve“ ab. Die Farbe des Steines soll an das kräftige Grün der Blätter erinnern.
Schon im Antiken Griechenland, im Alten Ägypten und Römischen Reich war das Mineral außerordentlich beliebt. Die Ägypter schnitzten aus dem Malachit beispielsweise allerlei Kunstobjekte wie etwa Amulette und Skarabäen und verarbeiteten das fein zermahlene Mineral zu ausdrucksstarken Lidschatten. Dass Malachit entgegen früheren Annahmen nicht als Grundlage der grünen Farbe bei Wandmalereien in altägyptischen Grabkammern dient, erscheint aufgrund neuerer Forschungen sehr wahrscheinlich.
Auch im Chinesischen Altertum war Malachit ein beliebtes Mineral. So wurden Reste der Farbüberzüge auf der Terrakottaarmee im Mausoleum Qin Shihuangdis als Malachit-Pigment identifiziert und im Carnegie Museum of Natural History sind unter anderem fein gearbeitete Malachit-Figuren zu finden.
Malachit war bis ins Mittelalter hinein zum Löten von Goldschmiedearbeiten weit verbreitet. Dazu wurde es zu Staub zermahlen und mit Hilfe von Fischleim und Wasser zu einer Emulsion verarbeitet, dem so genannten „Goldleim“ (griech. chrysokolla; chrysos: Gold, kolla: Leim; siehe auch Chrysokoll). In einem Holzkohlefeuer kann der Goldleim durch das anwesende Kohlenmonoxid zu Kupfer reduziert werden, wobei eine lötfähige Kupferlegierung entsteht. Damit war es möglich, feine Drähte und Goldkügelchen auf eine Oberfläche zu löten. Die Etrusker waren Meister in der Anwendung dieses Verfahrens und auch die antiken Ägypter kannten diese Methode. Ein Beispiel für die Anwendung durch die Ägypter sind die Totenmaske und andere Gegenstände aus dem Grab des Pharao Tutanchamun.
Da der Malachit bereits lange vor der Gründung der International Mineralogical Association (IMA) bekannt und als eigenständige Mineralart anerkannt war, wurde dies von ihrer Commission on New Minerals, Nomenclature and Classification (CNMNC) übernommen und bezeichnet den Malachit als sogenanntes „grandfathered“ (G) Mineral. Die seit 2021 ebenfalls von der IMA/CNMNC anerkannte Kurzbezeichnung (auch Mineral-Symbol) von Malachit lautet „Mlc“.

## Klassifikation
In der veralteten 8. Auflage der Mineralsystematik nach Strunz gehörte der Malachit noch zur gemeinsamen Mineralklasse der „Carbonate, Nitrate und Borate“ und dort zur Abteilung „Wasserfreie Carbonate ohne fremde Anionen“, wo er zusammen mit Aurichalcit, Azurit, Hydrozinkit, Loseyit und Rosasit die „Azurit-Hydrozinkit-Gruppe“ mit der Systemnummer Vb/B.01 bildet.
In der zuletzt 2018 überarbeiteten Lapis-Systematik nach Stefan Weiß, die formal auf der alten Systematik von Karl Hugo Strunz in der 8. Auflage basiert, erhielt das Mineral die System- und Mineralnummer V/C.01-020. Dies entspricht ebenfalls der Abteilung „Wasserfreie Carbonate, mit fremden Anionen“, wo Malachit zusammen mit Aurichalcit, Azurit, Brianyoungit, Chukanovit, Georgeit, Glaukosphärit, Hydrozinkit, Kolwezit, Loseyit, Mcguinnessit, Nullaginit, Parádsasvárit, Pokrovskit, Rosasit, Sclarit und Zinkrosasit die „Azurit-Rosasit-Reihe“ mit der Systemnummer V/C.01 bildet.
Seit der vollständigen Überarbeitung der Strunz’schen Mineralsystematik in der 9. Auflage (2001) ist die Mineralklasse der Carbonate (und Verwandte) neu aufgeteilt und die Borate bilden eine eigene Klasse. Der Malachit ist daher jetzt in der Mineralklasse der „Carbonate und Nitrate“ und dort in der Abteilung der „Carbonate mit zusätzlichen Anionen; ohne H2O“ zu finden. Diese ist weiter unterteilt nach den an der Verbindung beteiligten Kationen und das Mineral entsprechend seiner Zusammensetzung in der Unterabteilung „Mit Cu, Co, Ni, Zn, Mg, Mn“ einsortiert, wo er als namensgebendes Mineral die „Malachitgruppe“ mit der System-Nr. 5.BA.10 und den weiteren Mitgliedern Chukanovit, Georgeit, Glaukosphärit, Kolwezit, Mcguinnessit, Nullaginit, Pokrovskit, Rosasit und Zinkrosasit bildet.
In der vorwiegend im englischen Sprachraum gebräuchlichen Systematik der Minerale nach Dana hat MineralName die System- und Mineralnummer 16a.03.02.01. Dies entspricht wie in der veralteten Strunz- und der nachfolgenden Lapis-Systematik der gemeinsamen Klasse der „Carbonate, Nitrate und Borate“ und dort der Abteilung „Carbonate - Hydroxyl oder Halogen“, wo das Mineral zusammen mit Chukanovit, Nullaginit und Pokrovskit in der „Malachitgruppe“ mit der Systemnummer 16a.03.02 innerhalb der Unterabteilung „Carbonate - Hydroxyl oder Halogen mit (AB)2(XO)3Zq“ zu finden ist.

## Chemismus
In der idealen, stoffreinen Zusammensetzung von Malachit (Cu2(CO3)(OH)2) besteht das Mineral im Verhältnis aus zwei Teilen Kupfer (Cu), einem Teil Kohlenstoff (C), fünf Teilen Sauerstoff (O) und zwei Teilen Wasserstoff (H). Dies entspricht einem Massenanteil (Gewichtsprozent) von 57,48 Gew.-% Cu, 5,43 Gew.-% C, 36,18 Gew.-% O und 0,91 Gew.-% H oder in der Oxidform 71,95 Gew.-% Kupfer(II)-oxid (CuO), 19,90 Gew.-% Kohlenstoffdioxid (CO2) und 8,15 Gew.-% H2O.
Natürliche Mineralbildungen, die dieser theoretischen Idealzusammensetzung am nächsten kommen, wurden in der Umgebung von Rio Marina auf der italienischen Insel Elba gefunden. Die analysierten Proben bestanden aus 72,03 Gew.-% CuO, 20,04 Gew.-% CO2 und 8,09 Gew.-% H2O.

## Kristallstruktur
Malachit kristallisiert monoklin in der Raumgruppe P21/a (Raumgruppen-Nr. 14, Stellung 3) mit den Gitterparametern a = 9,50 Å; b = 11,97 Å; c = 3,24 Å und β = 98,7° sowie 4 Formeleinheiten pro Elementarzelle.

## Eigenschaften

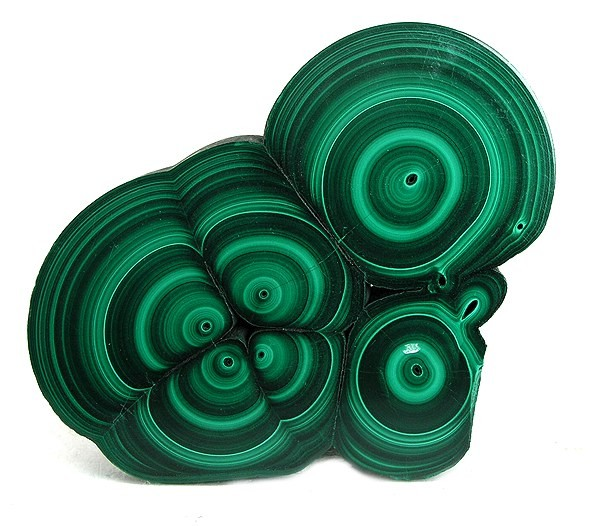
Geschliffener Malachit mit feiner Bänderung

Charakteristisch für Malachit ist seine ausschließlich grüne Farbe, die in gebänderten Lagen zwischen Hellgrün und Schwarzgrün auftritt. Malachit zeigt allgemein einen sehr starken Pleochroismus (Mehrfarbigkeit), der sich je nach Richtung des Lichteinfalls in einer Farbänderung von fast farblos über gelbgrün bis tiefgrün äußert.
Die Mohshärte des Minerals beträgt etwa 3,5 bis 4 und seine Dichte 3,6 bis 4,05 g/cm³, abhängig vom Reinheitsgrad der Verbindung. Sein Kupfergehalt liegt bei etwa 57 Prozent.
Aufgrund seiner geringen Härte und seiner nicht sonderlich hohen Dichte neigt der Malachit dazu zu brechen. Sonneneinstrahlung lässt ihn erblassen, Wasser kann ihm den Glanz nehmen und in manchen Fällen auch eine Farbveränderung zur Folge haben.

## Bildung und Fundorte
Malachit ist ein typisches Sekundärmineral, das sich als Verwitterungsprodukt in der Oxidationszone von Kupfer-Lagerstätten bildet. Es tritt dort vor allem in enger Paragenese mit Azurit auf, aus dem es durch Wasseraufnahme entsteht, kann aber auch mit vielen anderen Mineralen vergesellschaftet sein, wie unter anderem Baryt, Bornit, Calcit, Cerussit, Chrysokoll, Cuprit, Dolomit, Goethit, Linarit und Quarz. Malachit kann zudem Bestandteil von Kupferpecherz und Limonit sein.
Weltweit sind für Malachit bisher rund 15.000 Vorkommen dokumentiert (Stand: 2025), so unter anderem in Afghanistan, Ägypten, Algerien, Angola, der Antarktis, Argentinien, Armenien, Aruba, Australien, Aserbaidschan, Belgien, Bolivien, Bosnien und Herzegowina, Brasilien, Bulgarien, Chile, China, Costa Rica, Demokratische Republik Kongo, Deutschland, Dominikanische Republik, Ecuador, auf den Fidschiinseln, in Finnland, Frankreich, Griechenland, Grönland, Guatemala, Indien, Indonesien, Iran, Irland, auf der Isle of Man, in Israel, Italien, Jamaika, Japan, am Jordan, auf den Jungferninseln, in Kambodscha, Kanada, Kasachstan, Kirgisistan, Kolumbien, auf Kuba, Laos, Luxemburg, auf Madagaskar, in Malaysia, Marokko, Mexiko, der Mongolei, Namibia, den Niederlanden, Neukaledonien, Neuseeland, Nordmazedonien, Norwegen, Österreich, Pakistan, Panama, Papua-Neuguinea, Paraguay, Peru, auf den Philippinen, in Polen, Portugal, Rumänien, Russland, auf den Salomonen, Sambia, in Schweden, der Schweiz, Serbien, Simbabwe, Slowakei, Slowenien, Spanien, Südafrika, Südkorea, Eswatini, Tadschikistan, Taiwan, Thailand, Tschechien, Tunesien, der Türkei, Turkmenistan, Ukraine, Ungarn, Usbekistan, im Vereinigten Königreich (Großbritannien), den Vereinigten Staaten von Amerika (USA) und Vietnam.

## Verwendung

### Als Schmuckstein

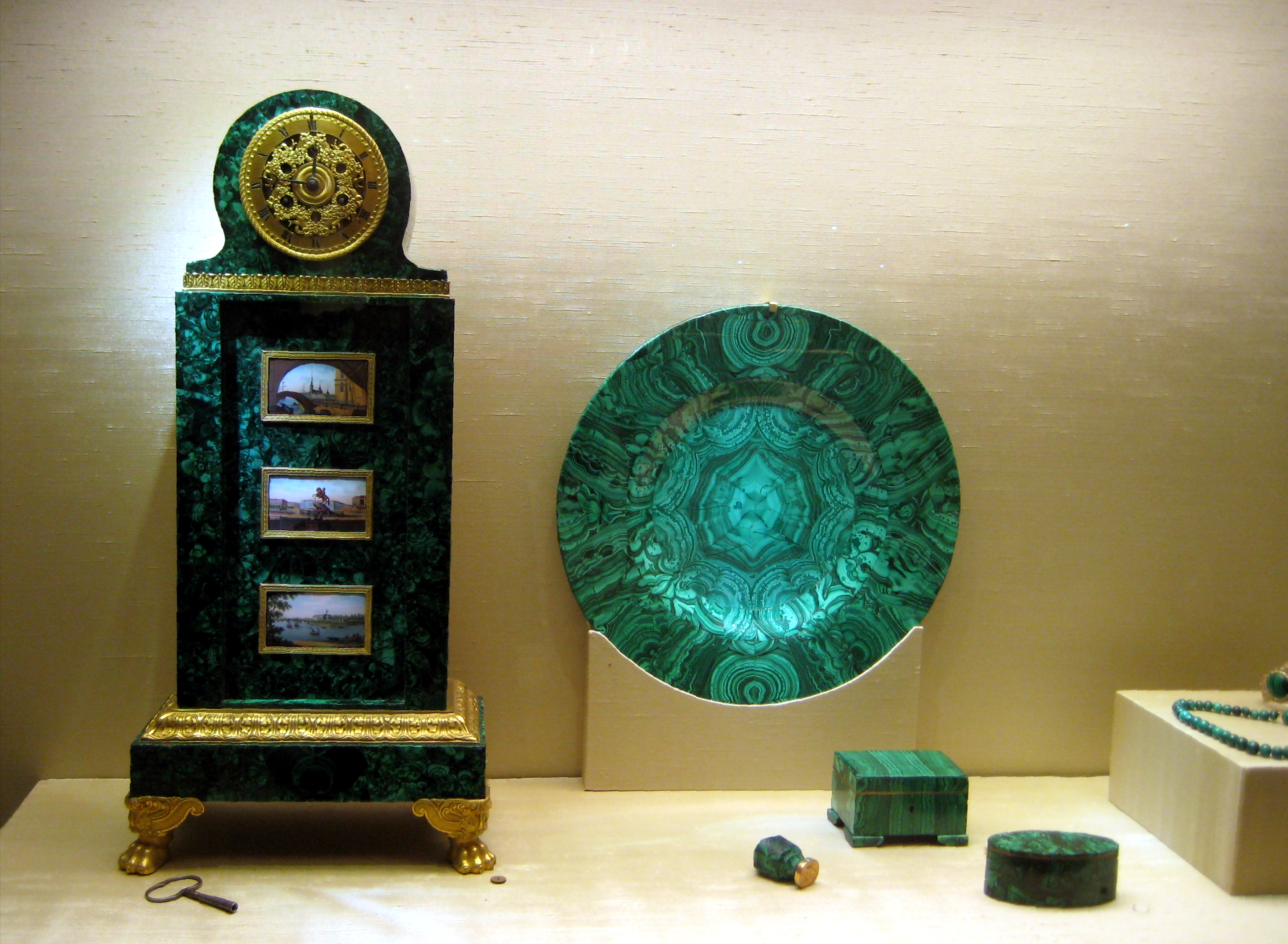
Verschiedene kunstgewerbliche Objekte aus russischem Malachit

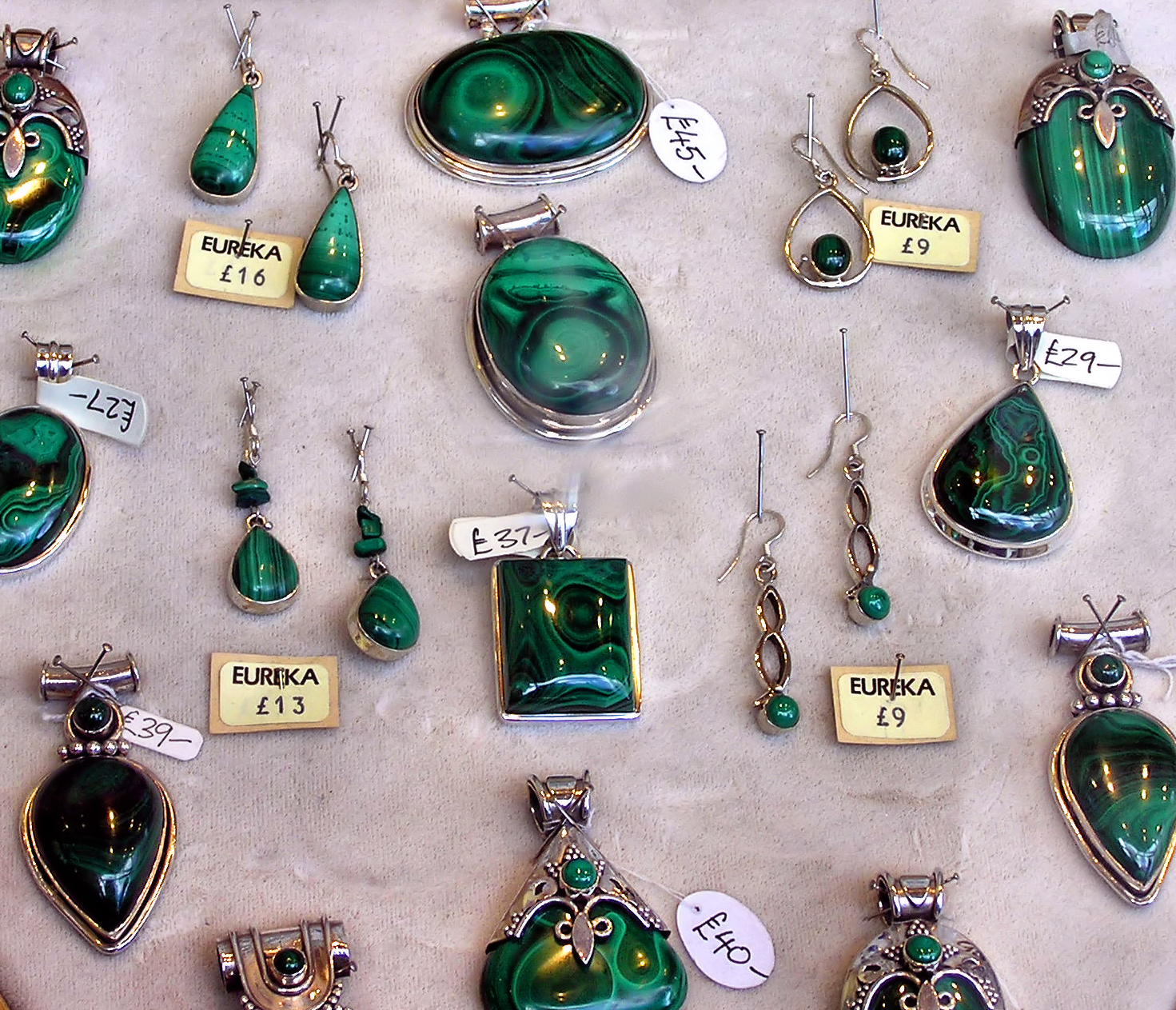
Malachit-Schmuckstücke

Malachit wird heutzutage hauptsächlich als Schmuckstein im Kunstgewerbe verwendet. Im Kreml in Moskau sind ganze Säulen aus Malachit gefertigt, der aus dem Ural stammt. Besonders schön und entsprechend bewertet ist die in diversen Grüntönungen vorkommende Bänderung, die ähnlich einer Holzmaserung sichtbar ist. Aufgrund seines giftigen Staubes und Schleifwassers ist er in der Verarbeitung jedoch aufwendig und dementsprechend teuer.
Relativ einfach, wenn auch zeitaufwendig, lassen sich die calciumcarbonathaltigen Gehäuse von Muscheln und Schnecken, aber auch Gegenstände aus Marmor zu Schmuckzwecken mit einem Überzug aus Malachit versehen. Nach einigen Wochen der Lagerung in konzentrierter, wässriger Kupfersulfat-Lösung bildet sich auf der Oberfläche unter Entwicklung von Kohlendioxid (CO2) eine mehr oder weniger dicke Schicht Malachit. Der Muschelkalk wird dabei nach und nach aufgelöst.

### Als Pigment
Fein zermahlener Malachit ist bereits seit der Antike als Pigment mit der Bezeichnung „Kaltes Grün“ für Wandmalereien im Gebrauch.

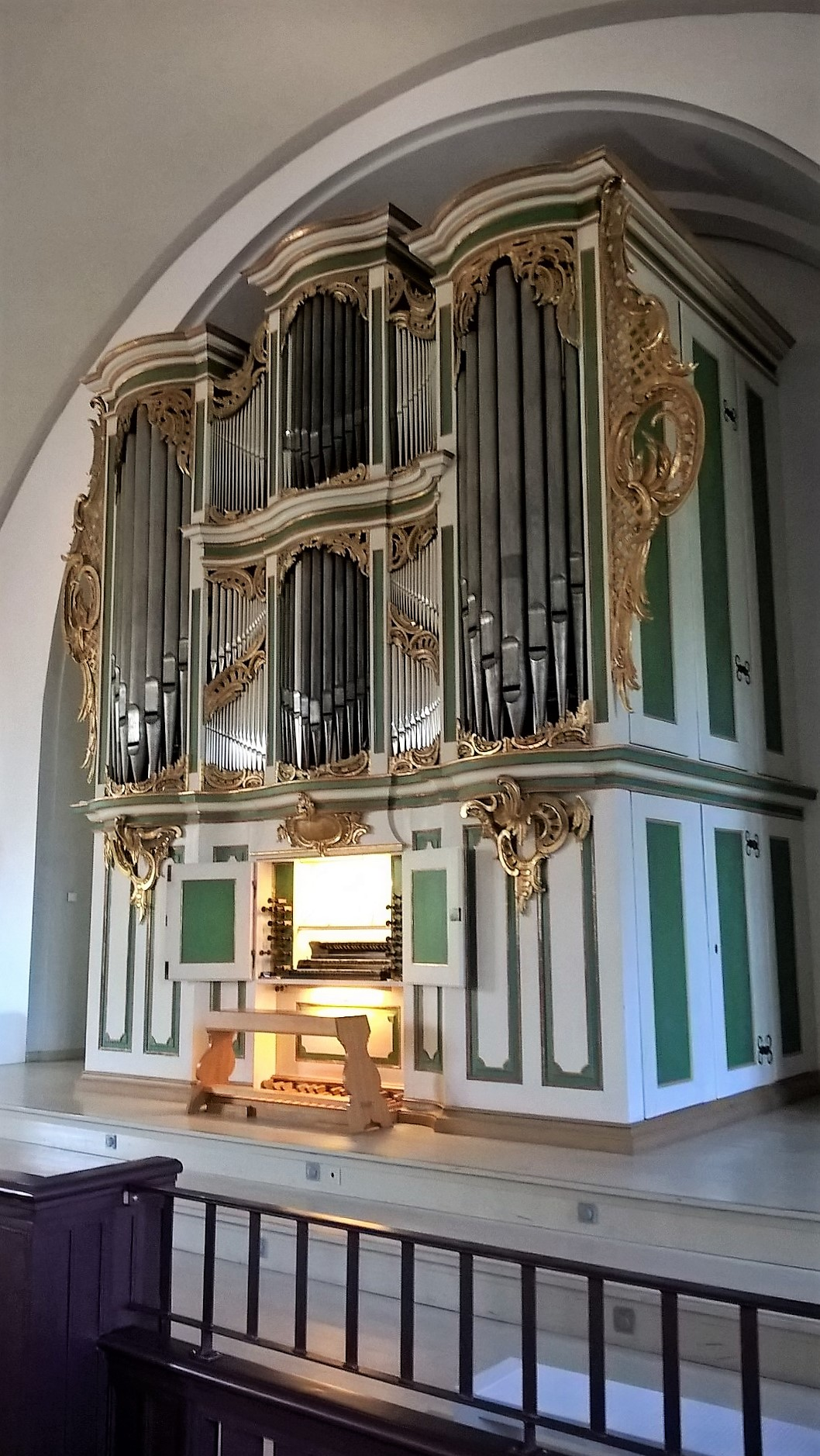
Orgel der Anna Amalia von Preußen. Die grünen Teile des Prospekts sind mit Malachitfarbe bemalt.

Auf ähnliche Weise wie Malachitüberzüge bei Schalentieren lässt sich auch die Mineralfarbe Malachitgrün aus Marmorpulver erzeugen, indem man es mit Kupfersulfat mischt. Die Feinheit des Pulvers bestimmt dabei die Qualität des entstehenden Pigments, das vor allem in der Ölmalerei verwendet wird. Ein berühmtes Beispiel für die Verwendung von Malachit in der Malerei ist der grüne Vorhang im Hintergrund der Sixtinischen Madonna von Raphael. Im Colour Index wird Malachit unter der Nummer C.I. Pigment Green 39 geführt.
Ein gleichfarbiger organischer Farbstoff namens Malachitgrün wird nicht aus dem Mineral Malachit gewonnen.

## Manipulationen und Imitationen
Da Malachit ein begehrter, allerdings auch recht weicher (Härte 3,5 bis 4 gegenüber Glas 5 bis 5,5), poröser und seiner vollkommenen Spaltbarkeit wegen empfindlicher Schmuckstein ist, werden Rohsteine durch Einbringen eines Malachitstaub-Kunstharz-Gemisches stabilisiert. Mit der gleichen Behandlungsmethode werden aber auch aus kleinen Bruchstücken größere, verwendungsfähige Malachite rekonstruiert. Bei Trommelsteinen und „Donuts“ sind diese Methoden der Manipulation weit verbreitet und bei der Umwandlungsphase Azurit-Malachit oft zu beobachten. Erkennbar sind stabilisierte und rekonstruierte Steine an ihrem körnig-fleckigen Erscheinungsbild aufgrund der Auffüllung der Lücken mit Spachtelmasse. Oft wird Malachit auch durch gefärbten Jaspis, Achat oder Marmor imitiert. Der „Rote Malachit“ (Handelsname) ist tatsächlich roter Jaspis. Malachit kommt in der Natur ausschließlich in grünen Farbtönungen vor.
Mittlerweile wird Malachit auch synthetisch hergestellt.

## Vorsichtsmaßnahmen
Als Kupfermineral hat Malachit auch giftige Eigenschaften. Wasser, in dem ein Malachit gelegen hat, sollte daher niemals getrunken werden. Ebenso gefährlich ist das Zersägen oder Zerstoßen eines Malachits ohne geeignete Schutzmaßnahmen (Staubmaske, Staubsauger), da der feine Staub beträchtliche Mengen an löslichem Kupfer freisetzt und entsprechend giftig ist.
Um Dellen, Risse und Farbveränderungen zu vermindern, sollte das Mineral mit Vorsicht behandelt werden. Eine Lagerung in der Dunkelheit ist zwar übertrieben, aber eine direkte, langanhaltende Sonneneinstrahlung kann ein sichtbares Ausbleichen hervorrufen. Auch der kurze Kontakt mit Wasser ist keineswegs schlimm. Ein langanhaltendes Bad nimmt dem Stein in der Regel jedoch den Glanz.

## Esoterik
In der Esoterik ist Malachit als „Planetenstein“ der Venus, als „Tierkreisstein“ neben den Hauptsteinen Onyx und Katzenaugen-Quarz dem Steinbock und als Wochentagsstein neben dem Smaragd dem Freitag zugeordnet. Von Esoterikern wird Malachit auch als Heilstein gegen verschiedene Leiden wie unter anderem Kopfschmerzen, Augenentzündungen, Arthritis und Reizungen des Ischiasnervs verwendet. Wissenschaftliche Belege für die aufgezählten Wirksamkeiten liegen jedoch nicht vor.